# Soulèvement de la caserne de San Gil
 (novembre 2022).
Si vous disposez d'ouvrages ou d'articles de référence ou si vous connaissez des sites web de qualité traitant du thème abordé ici, merci de compléter l'article en donnant les références utiles à sa vérifiabilité et en les liant à la section « Notes et références ».
Le soulèvement de la caserne d'artillerie de San Gil est une émeute militaire (un pronunciamiento selon certains auteurs) ayant eu lieu le 22 juin 1866 à Madrid, dans l'espoir de renverser la reine Isabelle II. Initié par les partis progressiste et démocratique, ce fut un échec.

## Contexte
Après les événements sanglants de la nuit de Saint-Daniel, le général unioniste Leopoldo O'Donnell remplace le général modéré Narváez à la tête du gouvernement. Quant aux progressistes du général Juan Prim, ils décident en novembre 1865, après des élections infructueuses, d'imposer à la reine Isabelle II leur présence au gouvernement via un pronunciamiento. Ils espèrent ainsi pouvoir répéter la révolution menée par O'Donnell en 1854.
Le 3 janvier 1866, Prim lance le soulèvement de Villarejo de Salvanés, mais échoue. Dès lors, en exil et condamné à mort par contumace, il se rapproche du parti démocratique, avec pour idée de tout simplement renverser définitivement la monarchie.

## Les faits
La date choisie pour le soulèvement est le 26 juin. À la tête de celui-ci sont placés les généraux Juan Contreras y Román (es) et Blas Pierrad (es), tandis qu'un certain Ricardo Muñiz est chargé d'agiter les quartiers ouvriers de Madrid. Quant à Juan Prim, il devait revenir d'exil et prononcer un discours depuis Guipuscoa afin de soulever l'armée.
La première unité à rejoindre la rébellion est donc celle de la caserne d'artillerie Saint-Gil, près de la Plaza de España. Néanmoins, au lieu de respecter la date du 26, les rebelles choisissent le 22, après avoir appris que O'Donnell était informé de plusieurs mouvements militaires suspects. Sous les ordres du capitaine Baltasar Hidalgo de Quintana (es), les soldats insurgés commencent par prendre le contrôle de la caserne en elle-même, en arrêtant leurs officiers. Néanmoins, face à la résistance de certains d'entre eux, des coups de feu sont échangés, et bien vite, la situation tourne au carnage envers les officiers. À la suite de cela, ce sont 1200 militaires et 30 pièces d'artillerie qui se déversent dans les rues de la ville, essayant de rejoindre les quelque 2000 insurgés civils.
Les militaires révolutionnaires se dirigent vers la Puerta del Sol, vainquent un bataillon de la Gardia Civil, mais ne parviennent pas à soulever leurs camarades de la Caserne d'infanterie de montagne (es). En réponse, les généraux fidèles à Isabelle II, O'Donnell, Narváez, Serrano, de la Concha et Isidoro de Hoyos y Rubín de Celis (es) organisent la défense en mobilisant les régiments non révoltés et en établissant des positions défensives. Ainsi, ils empêchent que les révoltés civils rejoignent les révoltés militaires, en tenant leur position toute la nuit malgré d'âpres combats. Dans le même temps, le palais royal est pris d'assaut, mais défendu avec succès.
Le 23 dans la journée, les militaires fidèles à la reine détruisent les dernières barricades et reprennent la caserne d'artillerie.

## Conséquences

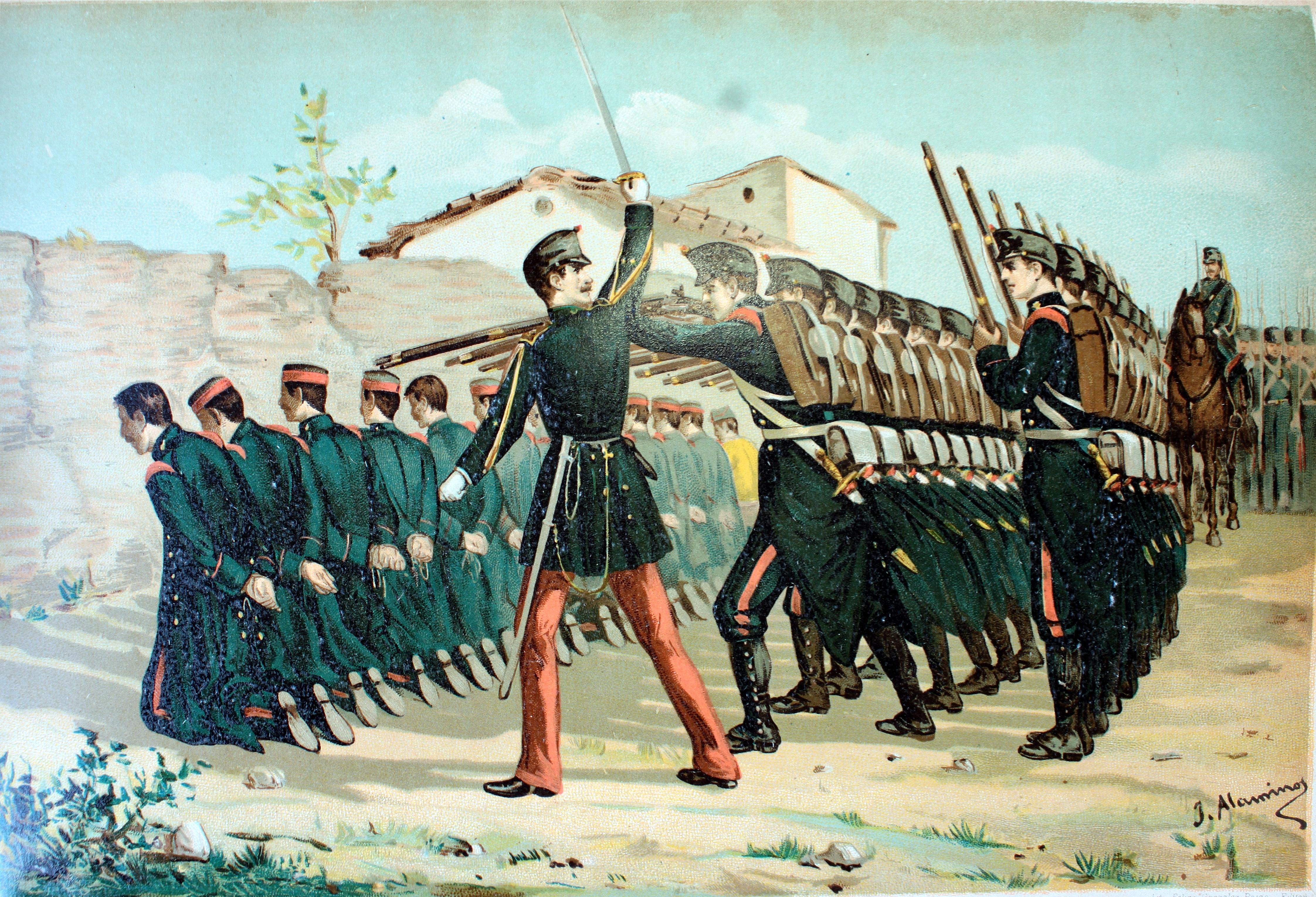
Exécution des prisonniers (25 juin 1866)

Malgré l'échec de la révolte, O'Donnell voit sa situation à la tête de l'état fragilisée. En effet, certains de ses officiers les plus fidèles sont morts dans les affrontements. Devant les Cortes, il déclame un discours présentant la situation comme étant la première révolution sociale du pays.
En représailles, la répression envers les révoltés est terrible. 66 sont fusillés près de la porte d'Alcalá, principalement les sergents d'artillerie, la dernière exécution ayant lieu le 7 juillet. C'est celle du général carliste Juan Ordóñez de Lara, assassin du colonel Federico Puig Romero (es) et d'un civil. La reine Isabelle II réclamait par ailleurs la mort de tous les détenus, soit environ mille personnes, ce qui fut refusé par O'Donnell.
De plus, cette révolte marque le détournement final des progressistes envers la monarchie. C'est aussi la fin de la présidence d'O'Donnell, pour le retour de Narváez, considéré plus dur.